# Emma Jane Hogbin
Emma Jane Hogbin née le 2 mai 1977 est une rédactrice technique canadienne et défenseure des logiciels libres. Elle réside à Bristol, au Royaume-Uni. Elle définit la loi de la licorne.

## Loi de la Licorne
En 2009, Emma Jane Hogbin et Gabrielle Roth formulent la loi de la Licorne sur le modèle de la loi de Godwin. Cette loi stipule : « La probabilité qu’une femme qui travaille dans l’open source et finisse par faire une conférence sur le fait d’être une femme dans l’open source, s’approche de 1 ». Cette loi stipule qu'une femme dans un milieu d'hommes peut se retrouver enfermée dans une position de licorne, à savoir qu’on ne lui donne la parole que pour parler de sa place de femme dans un milieu masculin.

## Logiciel libre
Emma Jane Hogbin est active dans le monde de la technologie, en particulier dans le logiciel libre, et dirige une entreprise de conseil indépendante. 
Elle est active sur les projets Drupalet le système de contrôle de version Bazaar  et contribue à documenter le projet Linux,.  
Elle est co-autrice du livre Front End Drupal. Elle a écrit des articles sur les femmes dans la communauté Ubuntu pour le magazine Full Circle. Elle est membre d’Ubuntu Women,. 
Emma Jane Hogbin est la première personne  recensée à appliquer la licence publique générale GNU à un modèle de tricot. 

## Engagement politique
Le 25 mars 2010, Emma Jane Hogbin, annonce sa candidature  à l'investiture du Parti vert pour se présenter aux prochaines élections fédérales. Le 17 août 2010, elle est candidate dans la circonscription de Bruce-Grey-Owen Sound pour l'élection fédérale de 2011.  Le 2 mai, elle est battue.

## liens externes
- Notices d'autorité :   - VIAF
  - ISNI
  - IdRef
  - LCCN
  - Pays-Bas
  - NUKAT
  - WorldCat